# Thủy điện Hố Hô
Thủy điện Hố Hô là công trình thủy điện trên dòng sông Ngàn Sâu ở giáp ranh hai tỉnh Quảng Bình và Hà Tĩnh, Việt Nam.
Thủy điện Hố Hô có tổng công suất 14 MW, hoàn thành xây dựng năm 2010, nhưng bị lũ trong năm đó phá hỏng nhà máy  nên đến đầu năm 2013 mới chính thức đi vào vận hành trở lại . Hồ chứa có diện tích 265,26 ha, dung tích 38 triệu m³ .

## Vị trí
Thủy điện Hố Hô có thân đập và nhà máy đặt trên đất xã Hương Hóa, huyện Tuyên Hoá tỉnh Quảng Bình, nhưng toàn bộ diện tích lòng hồ và hệ thống xả lũ lại nằm trên đất xã Hương Liên, huyện Hương Khê tỉnh Hà Tĩnh.

## Những sự cố
Thủy điện Hố Hô là công trình đã xảy ra tai nạn và tai tiếng liên quan đến lũ.
Theo giới chuyên môn thì hồ Hố Hô nằm trong vùng mưa nhiều, thường xuyên chịu ảnh hưởng bởi thiên tai mưa bão. Trong khi đó các hồ của thủy điện nhỏ gần như không có dung tích trữ nước để cắt lũ, còn phía hạ du lại rất nhiều dân cư sinh sống. Thủy điện Hố Hô là dạng sở hữu công ty cổ phần, hoạt động hướng đến doanh thu. Do đó tháng 10/2009 Hội Đập lớn và Phát triển nguồn nước Việt Nam đã từng có kiến nghị gửi cơ quan chức năng Hà Tĩnh cảnh báo về an toàn đập, công tác phối hợp vận hành, xả lũ của thủy điện Hố Hô . Tuy nhiên những điều đã cảnh báo vẫn thường xảy ra, liên quan đến xả lũ không an toàn và không thông báo kịp thời cho vùng ảnh hưởng.
Tháng 10/2010 sự cố mất điện ở chỗ mở cửa van xả lũ, dẫn đến lũ tràn phá hỏng nhà máy điện  và đến đầu năm 2013 mới vận lại hành được.

### Lũ tháng 10/2016
Trong đợt mưa bão tháng 10/2016 thủy điện Hố Hô xả lũ làm tăng ngập lụt ở huyện Hương Khê . Những tranh cãi dẫn đến Thủ tướng yêu cầu thanh tra  và Bộ Công Thương lập đoàn công tác để kiểm tra và phân xử. Song vấn đề quy trình xả lũ và vai trò của thủy điện nhỏ thì chưa có gì giải quyết dược.
Phía nhà máy thì cho rằng họ đã "xả lũ đúng quy trình", và là "bất khả kháng, do trời mưa quá lớn", tức là "tại trời", dựa trên lý do để vỡ đập thì còn tệ hại hơn. Thành viên đoàn công tác là một Tổng cục phó Năng lượng cho rằng "thủy điện Hố Hô xả lũ chấp nhận được", giống với luận điểm của nhà máy và phù hợp với tình huống cú phải nhảy khi lũ đã đến chân .
Còn phía UBND huyện Hương Khê thì cho rằng "thủy điện Hố Hô xả lũ bất ngờ từ 500m³/s - 1.800m³/s đã khiến người dân trở tay không kịp". Chủ tịch huyện Hương Khê nói: "Xả lũ như Hố Hô, dân giữ được mạng là tốt lắm rồi", và đưa ra câu hỏi "Liệu 13 MW của thủy điện Hố Hô quan trọng hơn sinh mạng của người dân?" . Về hiệu quả kinh tế, theo cổng thông tin điện tử tỉnh Hà Tĩnh, thì nhà máy này có doanh thu dự tính năm 2015 đạt 41,117 tỉ đồng, còn nộp thuế thì năm 2013 nộp 1,906 tỉ, năm 2014 nộp 1,673 tỉ, kế hoạch năm 2015 khoảng 1,685 tỉ đồng. Khi xây dựng nhà máy đã ngốn hết 1.000 ha rừng của địa phương, mà chỉ đáp ứng chưa tới nhu cầu sử dụng điện của 1 huyện. Vậy thu hút đầu tư nhà máy này, Hà Tĩnh lợi hay thiệt? .
Đến ngày 21/10/2016 thì thủy điện Hố Hô bị lập biên bản vi phạm hành chính về lĩnh vực tài nguyên nước .
Qua thanh tra, Bộ Tài nguyên - môi trường quyết định xử phạt vi phạm hành chính đối với 5 hành vi vi phạm của Công ty cổ phần thủy điện Hố Hô (Hà Tĩnh) với tổng số tiền phạt 115,5 triệu đồng..
- không xây dựng kế hoạch điều tiết nước hàng năm của hồ chứa theo quy định
- không thực hiện chế độ thông báo, báo cáo liên quan đến vận hành công trình
- thực hiện không đúng quy định về quan trắc, giám sát tài nguyên nước
- không thực hiện vận hành hồ đảm bảo dòng chảy tối thiểu sau công trình
- không thực hiện chế độ báo cáo về kết quả khai thác, sử dụng tài nguyên nước cho cơ quan nhà nước có thẩm quyền